# Радіо Білорусь
Ра́діо «Білору́сь» (біл. Радыё «Беларусь») — державна радіостанція Білорусі.

## Про радіо
У програмах радіостанції — випуски новин та інформаційно-аналітичні випуски, радіозустрічі, передачі про історію, культуру, духовні цінності білоруського народу. Пріоритетний напрям музичної політики — популяризація найкращих зразків народної, класичної та сучасної білоруської музики.

### Частоти
Радіостанція здійснює мовлення на коротких хвилях, а з 2005 року — через Інтернет. З 2007 року здійснюються передачі в FM-діапазоні через мережу передавачів у прикордонних областях Білорусі:
| Населений пункт | Частота | Початок мовлення |
| --------------- | ------- | ---------------- |
| Брест           | 96,4    | 20 вересня 2007  |
| Гродно          | 96,9    | жовтень 2007     |
| Свіслоч         | 100,8   | 29 вересня 2007  |
| Браслав         | 106,6   | літо 2007        |
| Герань          | 99,9    | 2008             |
| Мядель          | 102,0   | 2008             |

 Зимові частоти мовлення сезону 2011—2012  

(З 30.10.2011 по 25.03.2012)

 В КХВ-діапазоні:  

з 14.00 до 02.00 за місцевим часом (11.00 — 23.00 за Гринвічем) на частотах 7390 і 7360 кГц; 

з 20.05 до 02.00 за місцевим часом (17.05 — 23.00 за Гринвічем) на частоті
6155 кГц.

 У СХВ-діапазоні:  

з 22.00 до 02.00 за місцевим часом (19.00 — 23.00 за Гринвічем) на частоті 1170 кГц.

### Мови
Радіо «Білорусь» мовить на наступних мовах:
| білоруська | з 1962 року |
| німецька   | з 1985 року |
| російська  | з 1998 року |
| англійська | з 1998 року |
| польська   | з 2006 року |
| французька | з 2010 року |
| іспанська  | з 2010 року |